# Trypeticus alticola
Trypeticus alticola är en skalbaggsart som beskrevs av Kanaar 2003. Trypeticus alticola ingår i släktet Trypeticus och familjen stumpbaggar. Inga underarter finns listade i Catalogue of Life.